# NGC 738
NGC 738 este o galaxie lenticulară situată în constelația Triunghiul. A fost descoperită în 11 octombrie 1850 de către William Parsons, 3rd Earl of Rosse⁠(d).